# Centrale nucleare di Novovoronež
La centrale nucleare di Novovoronež (in russo Нововоронежская АЭС?, Novovoronežskaja AĖS) è una centrale nucleare russa situata presso la città di Novovoronež nell'oblast di Voronež. È il primo impianto del sito, affiancato all'impianto di Novovoronež 2.
L'impianto è stato un banco di prova per varie tipologie VVER, è composto da 2 reattori spenti per 533 MW e 3 sono stati in funzione per 1720 MW fino alla fine dell'anno 2016, tutti di tipologia VVER di due vari modelli. Da allora il terzo reattore si è fatto chiuso e il quarto lo dovrebbe chiudere in 2017.